# Říčany (hrad, okres Praha-východ)
Říčany jsou zřícenina hradu ze druhé poloviny třináctého století ve stejnojmenném městě v okrese Praha-východ. Hrad stál na malém návrší v nadmořské výšce 340 metrů. Od roku 1966 je chráněn jako kulturní památka.
Spolu s hradem Vízmburkem patřil k vrcholům šlechtické hradní architektury třináctého století, kdy si pouze velmi významný stavitel mohl dovolit vybudovat zmenšeninu královského hradu s obvodovou zástavbou. Možnosti majitele dokládají také náročné kamenické detaily zhotovené pravděpodobně královskou stavební hutí.

## Historie

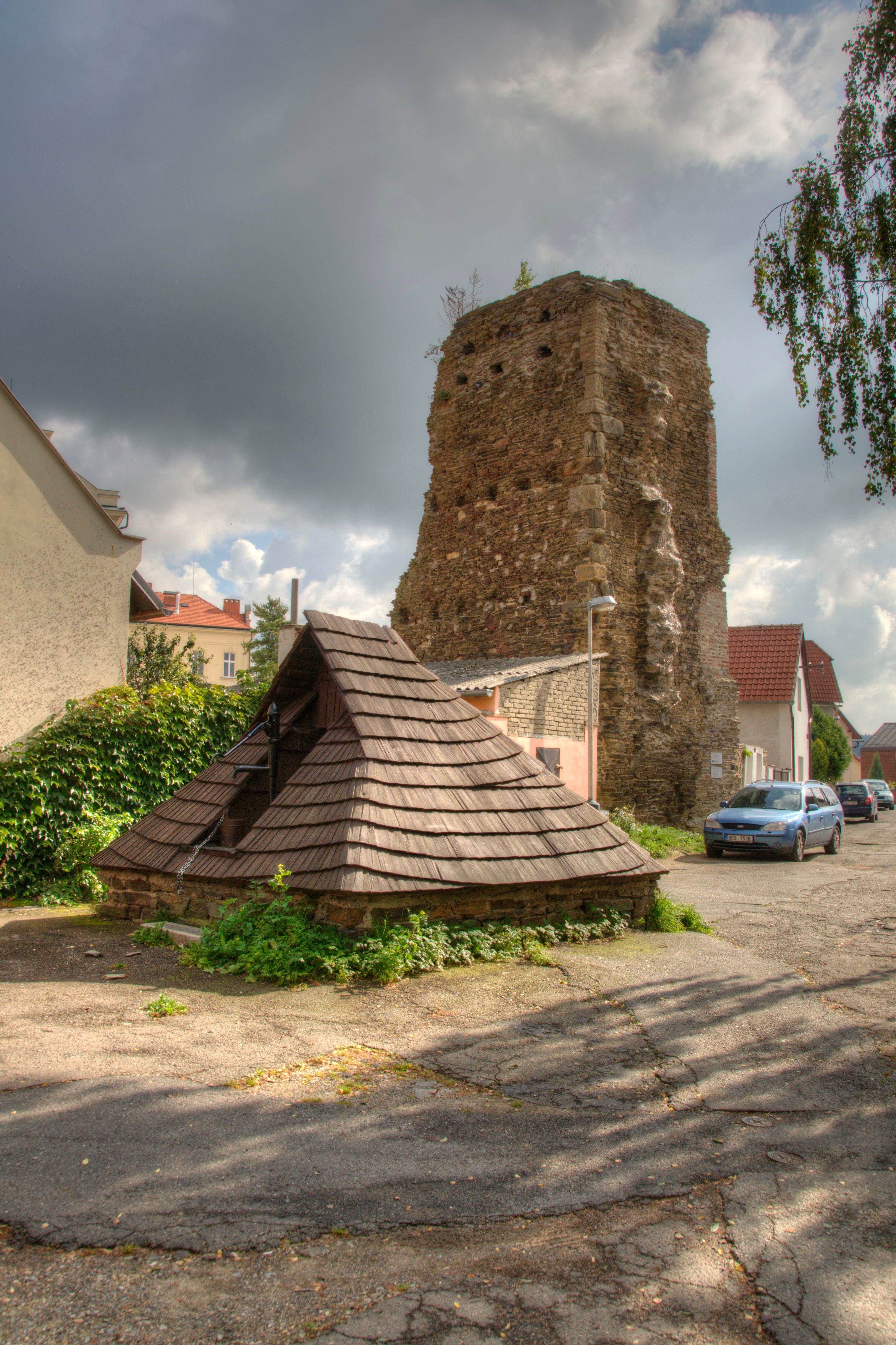
Donjon se studnou

Krátce po roce 1260 v Říčanech postavil Ondřej ze Všechrom hrad poprvé připomínaný roku 1289. Ondřej byl nejvyšším komořím krále Přemysla Otakara II. a po dostavění sídla se stal zakladatelem rodu pánů z Říčan. Už v začátcích byl hrad budován jako komfortní šlechtické sídlo s velkým klenutým sálem paláce. Po Ondřejovi zde sídlili jeho potomci: po roce 1300 nejvyšší zemský sudí Oldřich z Říčan a po něm jeho syn. Právě ten předal hrad s okolím Jimramovi z Průhonic, což byl příbuzný z jiné větve pánů z Říčan. O mnoho let později další z potomků, Diviš z Průhonic (též z Říčan), patřil mezi odpůrce husitů.
Říčany proto oblehlo vojsko pražanů, ale obránci se po několika dnech vzdali, až když k hradu přitáhlo táborské vojsko vedené Janem Žižkou. Diviš poté nabídl pražanům kapitulaci, kteří ji přijali a umožnili posádce svobodný odchod. Smluvní podmínky však obě strany porušily. Několik táboritů během předávání hradu vniklo dovnitř a začalo kořistit, zatímco ženy z hradní posádky se pokusily vyjít ven oblečeny do několikerých šatů, pod kterými ukrývaly cennosti. Ženy z táborského svazu se necítily být dohodou vázány a o všechny cennosti je obraly. Podobně se o porušení dohody pokusili pravděpodobně i další členové posádky, protože pražané od hradu odvedli 54 zajatců včetně majitele hradu a jeho rodiny. Jan Žižka navíc u hradu nechal upálit devět katolických kněží.
Husité na hradě zůstali, po jejich odchodu zůstal v majetku pražanů a jeho význam klesal. V osmdesátých letech patnáctého století ho získali Trčkové z Lípy a po roce 1516 nechali zpustnout. Ve zprávě z roku 1544 je uveden jako pustý.

## Stavební podoba
Hrad stál na ostrožně chráněné původně dvěma rybníky. Ze strany od města ho zajišťovaly později zasypané příkopy. Předhradí i část hradního jádra bylo pohlceno městskou zástavbou, ale v jádře zůstala torza některých částí hradu: studna, nároží plochostropého donjonu a dvě stěny paláce na západní straně. Přízemí a první patro bylo plochostropé a ve druhém patře se nacházel sál zaklenutý třemi poli křížové klenby a vytápěný krbem. Místnosti v prvním a druhém patře byly osvětleny sdruženými okny se sedátky. Nádvorní stranu paláce i sousední stavby propojovala pavlač v úrovni prvního patra.